# Marie de Saxe-Cobourg-Gotha
Pour les articles homonymes, voir Marie du Royaume-Uni et Marie de Roumanie.
Titre
Reine de Roumanie
10 octobre 1914 – 20 juillet 1927
(12 ans, 9 mois et 10 jours)
Signature
Marie d'Édimbourg, née le 29 octobre 1875 à Eastwell et morte le 18 juillet 1938 à Sinaia, est un membre de la Maison de Saxe-Cobourg-Gotha, princesse du Royaume-Uni et duchesse de Saxe-Cobourg-Gotha, devenue par mariage reine de Roumanie à partir de 1914. Elle pousse la Roumanie à rejoindre les Alliés de la Première Guerre mondiale en 1916 et s'investit durant le conflit pour soutenir les combattants.

## Jeunesse (1875-1893)

### Famille
Marie naît à Eastwell Park dans le Kent le 29 octobre 1875. Son père, le prince Alfred, duc d'Édimbourg, est le deuxième fils de la reine Victoria du Royaume-Uni et du prince Albert de Saxe-Cobourg-Gotha. En 1893, il monte sur le trône du duché de Saxe-Cobourg et Gotha dans l'Empire allemand, à la mort de son oncle le duc Ernest II. Sa mère, la grande-duchesse Maria Alexandrovna de Russie, est la fille du tsar Alexandre II de Russie et de Marie de Hesse-Darmstadt. Marie est la deuxième enfant d'une fratrie de cinq : elle a un frère aîné, Alfred, né en 1874, surnommé "Young Affie", et trois sœurs cadettes, Victoria-Mélita, née en 1876, surnommée "Ducky", Alexandra, née en 1878, surnommée "Sandra" et Béatrice, née en 1884, surnommée "Baby Bee".
Marie est baptisée le 15 décembre 1875 dans la chapelle privée du château de Windsor. Ses parrains sont ses oncles le tsarévitch Alexandre de Russie et le prince Arthur, duc de Connaught et Strathearn. Ses marraines sont la tsarine Marie de Hesse-Darmstadt, la princesse de Galles Alexandra de Danemark et la duchesse de Saxe-Cobourg-Gotha Alexandrine de Bade. Elle reçoit les prénoms Marie Alexandra Victoria, mais est surnommée "Missy".

### Éducation

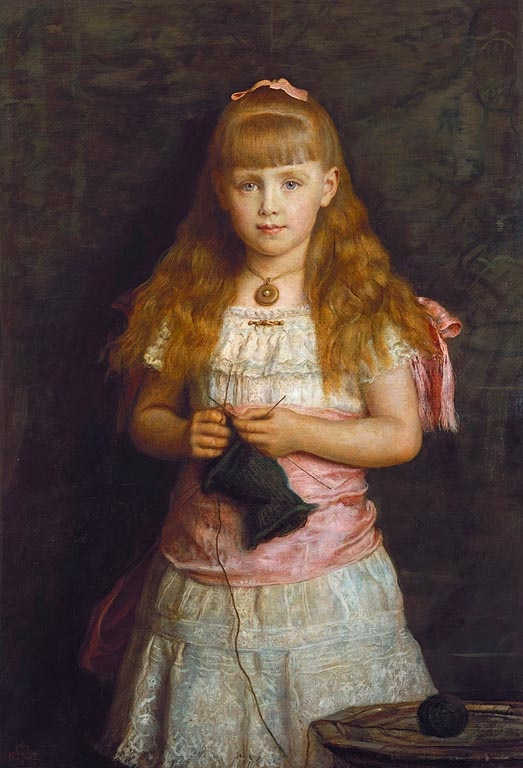
Marie en 1882 dans un portrait commandé par la reine Victoria à John Everett Millais et exposé à la Royal Academy.

Marie et ses frères et sœurs passent leur petite enfance à Eastwell Park, que leur mère préfère à leur résidence officielle de Clarence House. Dans ses mémoires, Marie se rappelle d'Eastwell Park avec tendresse. Le duc d’Édimbourg est largement absent de la vie de ses enfants à cause de sa position dans la Royal Navy, et leur vie est gouvernée par leur mère. Marie raconte plus tard qu'elle ne connaissait même pas la couleur des cheveux de son père jusqu'à ce qu'elle regarde ses portraits, et les découvre plus clairs que ce qu'elle pensait. Quand il est chez lui, le duc s'amuse avec ses enfants et invente de nombreux jeux avec eux. La duchesse préconise quant à elle la séparation des générations et Marie regrette profondément qu'elle et sa mère n'aient jamais eu de conversation « d'égale à égale ». Malgré tout, la duchesse, indépendante d'esprit et cultivée, est "la personne la plus importante" de la vie de ses enfants. Marie est particulièrement proche de sa sœur Victoria-Mélita, qui est d'un an sa cadette, mais que tout le monde prend pour l'aînée à cause de sa haute taille, au grand déplaisir des princesses. La fratrie est baptisée et élevée dans la foi anglicane, ce qui agace leur mère russe orthodoxe.
Sur ordre de leur mère, Marie et ses sœurs apprennent le français, qu'elles détestent et parlent rarement. La duchesse néglige cependant l'éducation de ses filles qu'elle trouve peu brillantes. On leur permet de lire à voix haute, mais dans les domaines de la peinture et du dessin, où elles ont hérité du talent de la reine Victoria, les filles ne reçoivent qu'une « instruction superficielle ».
Le duc et la duchesse reçoivent fréquemment des membres de la famille royale à Eastwell Park, les invitant au petit-déjeuner presque tous les jours. En 1885, Marie et Victoria-Mélita sont demoiselles d'honneur au mariage de leur tante Béatrice du Royaume-Uni avec le prince Henri de Battenberg. Marie passe beaucoup de temps à jouer avec ses cousins maternels Nicolas, Georges et Xenia Alexandrovna de Russie, et les enfants du grand-duc Vladimir Alexandrovitch de Russie.

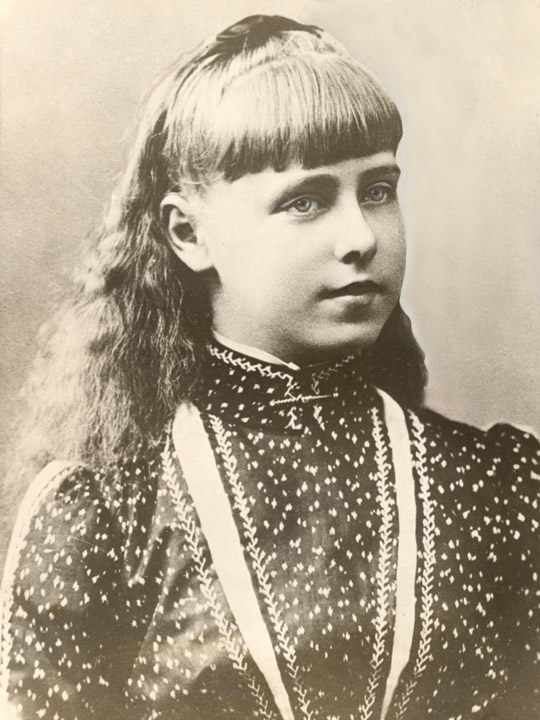
La princesse Marie en 1888.

En 1886, le duc est nommé commandant-en-chef de la Mediterranean Fleet et la famille s'installe au palais Saint-Antoine à Malte. Marie se rappellera de son séjour à Malte comme « le souvenir le plus heureux de mon existence ». Durant leur première année à Malte, c'est une gouvernante française qui supervise l'éducation des princesses, mais à cause de sa santé fragile, elle est remplacée par une jeune femme allemande. Marie et Victoria-Mélita reçoivent de leur mère des chevaux blancs et se rendent à l'hippodrome de Malte presque tous les jours sauf le samedi. C'est à Malte que Marie rencontre son premier amour, Maurice Bourke, capitaine de vaisseau, qu'elle appelle "Captain Dear". Marie est très jalouse quand Maurice Bourke prête plus attention à une de ses sœurs qu'à elle. Le duc et la duchesse sont très appréciés par la population et le palais accueille souvent des invités, dont le prince George, second fils du prince de Galles, qui sert alors dans la Royal Navy. George surnomme les trois premières filles du couple "les trois chéries", mais c'est Marie qu'il apprécie le plus.
À la suite de la renonciation du prince de Galles, le duc d’Édimbourg devient l'héritier présomptif de son oncle sans enfant Ernest II de Saxe-Cobourg-Gotha, décrit par Marie comme "ayant ses bizarreries". Par conséquent, la famille déménage à Cobourg en 1889, où la vie de cour est moins stricte que dans les autres duchés allemands, et choisit le château de Rosenau comme résidence d'été. Marie décrira plus tard ce moment comme « la fin d'une vie qui n'était alors que bonheur absolu et joie sans nuages, une vie sans déceptions ou désillusions et sans aucune fausse note ». La duchesse, qui est pro-allemande, engage une gouvernante allemande pour ses filles, leur fait porter des vêtements simples et les fait confirmer dans la foi luthérienne. À Cobourg, l'éducation des princesses est approfondie et l'accent est mis sur la peinture et la musique, enseignées respectivement par Anna Messing et Mme Helferich. Les jeudis et dimanches, Marie et ses sœurs aiment aller au théâtre de Cobourg. Une autre activité que les filles apprécient est d'assister aux fêtes hivernales organisées par leur mère, où elles patinent ou pratiquent le hockey sur glace. Marie et Victoria-Mélita observent souvent les amis de leur frère et discutent de ceux qu'elles préfèrent, un aspect que Marie considère comme inévitable dans la vie des jeunes filles qui ont des frères.

## Princesse héritière de Roumanie (1893-1914)

### Mariage

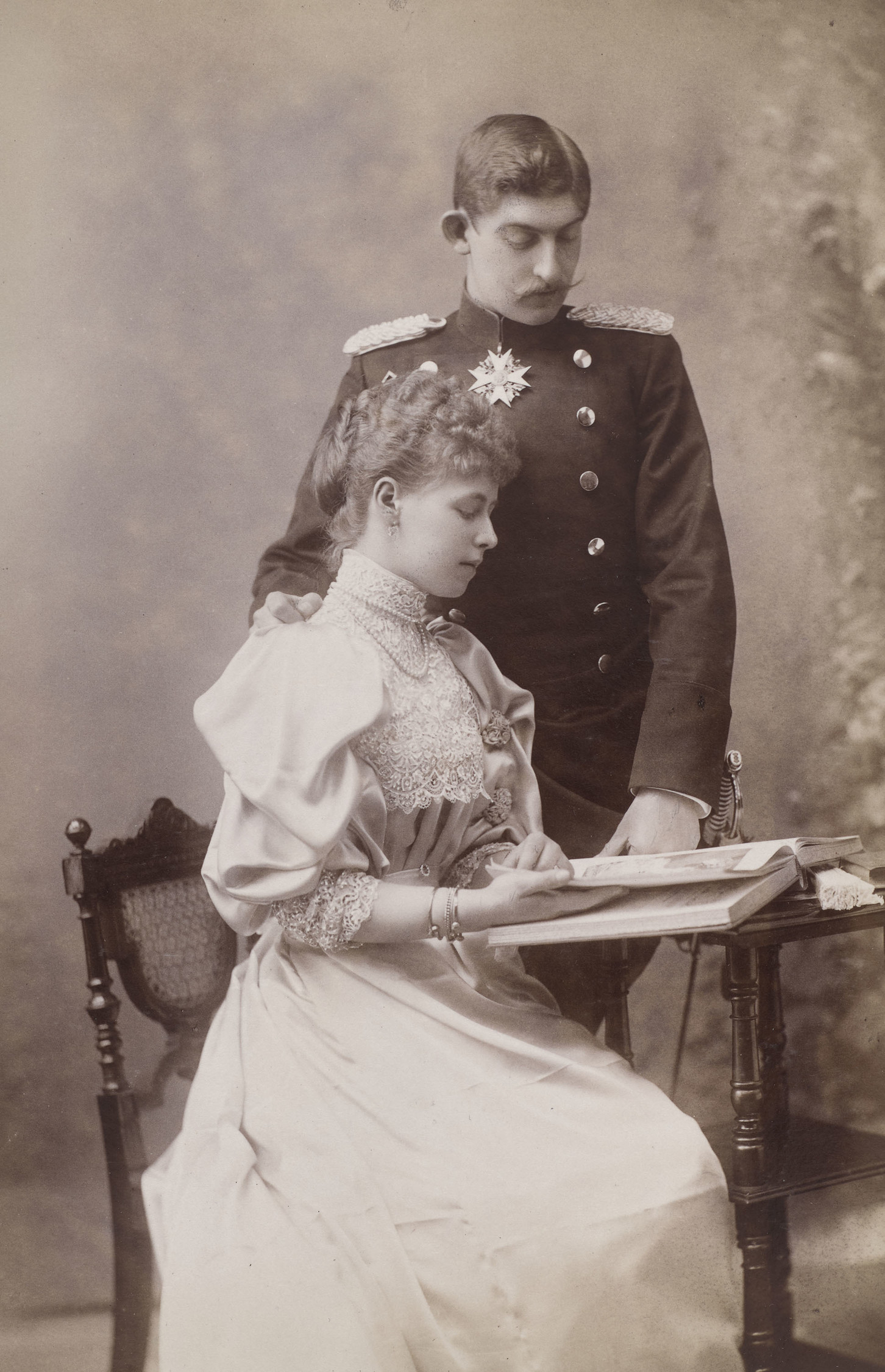
Ferdinand et Marie après leur mariage.

Marie, devenue une belle jeune femme, est considérée comme un parti intéressant. Son cousin germain, le prince George, futur George V, tombe amoureux d'elle et la demande en mariage. La reine Victoria et leurs pères approuvent ce mariage, mais leurs mères, qui ne s'apprécient guère, refusent. La princesse de Galles, née princesse de Danemark et profondément prussophobe, déteste en effet le positionnement pro-allemand de la famille. Quant à sa mère, elle préfère voir ses filles se marier hors de la pléthorique famille royale britannique selon le principe « mieux vaut être un grand poisson dans un petit lac, qu'un petit poisson dans la vaste mer ». Elle est également contre un mariage entre deux cousins, proscrit par l’Église orthodoxe. Ainsi, quand George lui fait sa demande, Marie lui répond que c'est impossible et qu'il doit rester son "ami bien-aimé". La reine Victoria commentera plus tard que « Georgie a perdu Missy en attendant trop longtemps ».
Pendant ce temps, le roi Carol Ier de Roumanie est à la recherche d'une épouse pour son neveu, le prince héritier Ferdinand - après un amour impossible avec Hélène Vacaresco -, dans le but d'assurer, par un mariage conforme à la constitution Roumaine avec une femme de son rang, et sa succession et la postérité de la maison de Hohenzollern-Sigmaringen. Possiblement motivée par l'idée d'apaiser les tensions entre la Russie et la Roumanie à propos du contrôle de la Bessarabie, la duchesse d’Édimbourg suggère une rencontre entre sa fille et le prince. Marie et Ferdinand se rencontrent pour la première fois lors d'un gala où ils discutent en allemand. Elle le trouve timide mais aimable, et leur deuxième entrevue se passe tout aussi bien. Fin 1892, le roi Carol visite Londres pour rencontrer le duc d’Édimbourg et la reine Victoria, qui donnent tous deux leur accord au mariage, et la souveraine l'élève au rang de chevalier de l'ordre de la Jarretière. Une fois le couple officiellement fiancé, la reine Victoria écrit à une autre de ses petites-filles, la princesse Victoria de Hesse-Darmstadt, que « Ferdinand est gentil et ses parents sont charmants, mais le pays n'est pas sûr et la société de Bucarest est affreusement immorale. Bien sûr le mariage sera différé de quelque temps, comme Missy n'aura pas 17 ans avant fin octobre ! ». Victoria, impératrice douairière d'Allemagne et tante de Marie, écrit à sa fille Sophie, princesse héritière de Grèce, que « Missy est enchantée, mais la pauvre enfant est si jeune, comment peut-elle savoir ce qui l'attend ? ».
Le 10 janvier 1893, Marie et Ferdinand se marient au château de Sigmaringen en trois cérémonies : une civile, une catholique, la religion de Ferdinand, et une anglicane. La cérémonie civile est conduite dans le hall du château par Karl von Wendel, et l'empereur Guillaume II d'Allemagne est le premier des témoins à signer l'acte de mariage. À 16 heures, la cérémonie catholique se tient dans l'église de Sigmaringen, et Marie est conduite à l'autel par son père. La cérémonie anglicane est plus simple et a lieu dans l'un des salons du château,. Marie et Ferdinand passent quelques jours au château de Krauchenwies. Ils se dirigent ensuite vers la Roumanie en s'arrêtant quelques jours à Vienne, où ils rendent visite à l'empereur François-Joseph. À cause des tensions grandissantes entre l'Autriche et la Roumanie, leur visite est brève et le couple arrive à Predeal après avoir traversé la Transylvanie en train. Marie est accueillie chaleureusement par le peuple roumain, qui souhaite une monarchie plus incarnée et accessible.

### Vie familiale

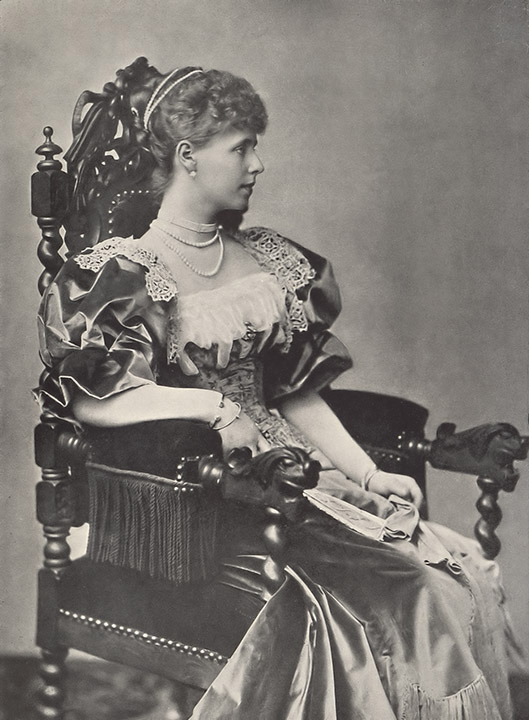
Première photographie de Marie après son arrivée en Roumanie.

Les premières années du mariage de Marie et Ferdinand ne sont pas particulièrement faciles, et Marie dira plus tard à son mari : « quel gâchis d'avoir perdu tant d'années de notre jeunesse juste pour apprendre à vivre ensemble ! » . Progressivement, le couple développe une amitié cordiale : Marie accorde à Ferdinand le respect qu'elle pense lui devoir en tant qu'homme puis roi, et il la respecte quand il réalise qu'elle a une meilleure compréhension du monde que lui. Éventuellement, Marie considère qu'elle et Ferdinand sont « les meilleurs associés et les plus loyaux des compagnons, mais nos vies ne s'entremêlent que sur certains points ». Sa correspondance avec sa confidente secrète de toujours, la danseuse américaine Loïe Fuller, révèle néanmoins « le dégoût, qui grandit en répulsion » que Marie éprouve envers son mari.
Marie donne naissance à son premier enfant, Carol, seulement neuf mois après son mariage, le 15 octobre 1893. Marie demande l'utilisation du chloroforme pour diminuer les douleurs de l'accouchement, mais les médecins sont réticents, croyant que "les femmes doivent payer par leur douleur le péché d'Eve". Grâce à l'insistance de sa mère et de la reine Victoria, le roi Carol finit par autoriser l'usage de l'anesthésiant. Marie ne ressent pas beaucoup de joie à la naissance de son premier-né. De même, bien que la reine Élisabeth (princesse de Wied) rappelle constamment à Marie que l'accouchement est "le moment le plus glorieux de sa vie", sa mère lui manque terriblement lors de la naissance de son deuxième enfant, Élisabeth, en 1894. Après s'être habituée à la vie en Roumanie, Marie commence à se réjouir de la naissance de ses enfants, soit Marie (1900-1961), surnommée "Mignon", Nicolas (1903-1978), surnommé "Nicky", Ileana (1909-1991) et Mircea (1913-1916).
Le roi et la reine retirent rapidement le prince Carol et la princesse Élisabeth des soins de Marie, considérant inapproprié de laisser des enfants être élevés par des parents si jeunes . Marie aime ses enfants, mais trouve difficile de les réprimander, et n'arrive pas à superviser correctement leur éducation. Par conséquent, les enfants ne vont pas à l'école et reçoivent une éducation au palais, mais de moindre qualité, et leurs personnalités présenteront des lacunes en grandissant. Le Premier ministre Ion Duca écrira plus tard que « c'était comme si le roi Carol souhaitait laisser à la Roumanie des héritiers absolument pas préparés à lui succéder ».

### Vie à la cour

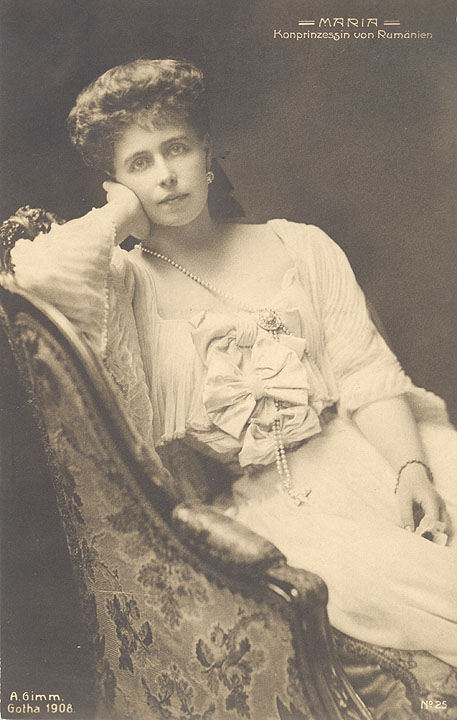
Marie en 1902.

Dès le début, Marie a du mal à s'adapter à la vie en Roumanie. Sa personnalité et sa fougue créent fréquemment la controverse à la cour austère du roi Carol. Elle écrit : « Je n'ai pas été amenée en Roumanie pour être adorée et gâtée ; je suis venue pour faire partie de la mécanique créée par le roi Carol. J'ai été importée pour être adaptée, éduquée et dressée en fonction des conceptions du grand homme ». En décrivant ses premiers temps en Roumanie, Marie écrit que « pendant de longues heures je me morfondais, pendant que mon époux était occupé à ses devoirs militaires, toute seule dans ces sombres salons allemands que je détestais ». Sa tante, l'impératrice allemande Victoria, écrit à sa fille la princesse héritière de Grèce Sophie, que « Missy de Roumanie est bien plus à plaindre que toi. Le roi est un tyran pour sa famille, et a éliminé toute volonté d'indépendance chez Ferdinand, si bien que personne ne s'intéresse à lui, et sa belle et intelligente petite épouse, je le crains, s'attire des ennuis, et comme un papillon, au lieu de voler au-dessus des fleurs, elle va brûler ses jolies ailes à force de s'approcher trop près des flammes ! ». Le roi Carol conseille au couple de n'avoir qu'un cercle restreint d'amis, et Marie regrette que ses fréquentations soient réduites au roi et à Ferdinand, « qui se tient en admiration muette devant le vieil homme de fer, craignant toujours que la moindre de ses actions puisse déplaire au chef de famille ». The Times Literary Supplement écrit que Marie s'est trouvée, « dès son arrivée à Bucarest sous la tutelle du sévère et austère Carol Ier ».
Toutefois, Marie apprend facilement le roumain, et suit les conseils de sa mère en s'habillant avec soin et en montrant un grand respect pour le culte orthodoxe.
En 1896, Ferdinand et Marie s'installent au palais Cotroceni, agrandi par l'architecte Grigore Cerchez, et que Marie a elle-même décoré. L'année suivante, Ferdinand est frappé par la fièvre typhoïde. Il délire pendant des jours et frôle la mort. Pendant ce temps, Marie envoie de nombreuses lettres à sa famille britannique et est terrifiée à l'idée de perdre son époux. Le roi Carol a toujours un héritier en la personne du prince Carol, mais son jeune âge pose problème, et toute la famille espère la guérison de Ferdinand. Il finit par se rétablir, et le couple se rend au château de Peleș, pour une période de convalescence. Marie passe alors la plupart de son temps avec ses enfants, se promenant et cueillant des fleurs avec eux. Malgré la guérison de Ferdinand, le couple ne peut assister aux célébrations du jubilé de diamant de la reine Victoria à l'été 1897. L'hiver 1897-1898 est passé avec la famille impériale russe sur la Riviera.

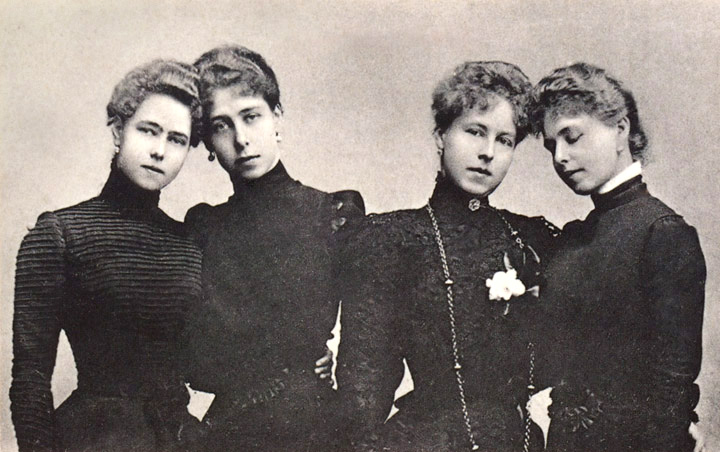
Marie, à droite, et ses sœurs en deuil de leur père en 1900.

À cette époque, Marie rencontre le lieutenant Gheorghe Cantacuzène, descendant, quoique par une branche illégitime, d'une ancienne famille princière roumaine. Bien que pas très beau, Gheorghe Cantacuzène se démarque par son sens de l'humour et de la mode, ainsi que par son talent pour l'équitation. Les deux entament rapidement après leur rencontre une relation amoureuse, mais leur liaison prend fin après qu'elle a été connue du public. Bien qu'elle ait condamné le comportement de Marie, sa mère lui permet de venir à Cobourg quand, en 1897, elle est apparemment enceinte. L'historienne Julia Gelardi pense que Marie a donné naissance à un enfant à Cobourg ; l'enfant est peut être mort-né ou a été envoyé dans un orphelinat immédiatement après sa naissance. On s'est demandé si la deuxième fille de Marie, "Mignon", était la fille de Gheorghe Cantacuzène, et non de Ferdinand. Au cours des années suivantes, Marie aurait également entretenu des relations avec le grand-duc Boris Vladimirovitch de Russie, le vicomte Waldorf Astor, le prince Barbu Știrbei et Joseph W. Boyle.
En 1903, Ferdinand et Marie inaugurent le château de Pelișor, un château de style Art nouveau à Sinaia que le roi Carol a commandé pour le couple.
Marie n'apprend l'étendue de la répression de la révolte des paysans roumains de 1907 qu'une fois qu'il est trop tard pour intercéder. Elle commence ensuite à s'habiller en costume folklorique, en privé et en public, initiant une tendance chez les jeunes femmes de l'aristocratie.
Le 29 juin 1913, la Bulgarie déclare la guerre à la Grèce, déclenchant ainsi la deuxième guerre balkanique. Le 4 juillet, la Roumanie entre en guerre, s'alliant à la Grèce. La guerre, qui dure un peu plus d'un mois, est aggravée par une épidémie de choléra. Marie considérera cette première confrontation à une épidémie comme un tournant dans sa vie. Avec l'aide du docteur Jean Cantacuzène et de la sœur Pucci, infirmière de la Croix-Rouge, Marie voyage entre la Roumanie et la Bulgarie, apportant son aide aux hôpitaux. Ces événements la prépareront à ses expériences lors de la Grande Guerre. À la fin de la guerre, par le traité de Bucarest de 1913, la Roumanie rentre en possession du sud de la Dobrudja, dont la ville côtière de Balchik, que Marie apprécie et où elle construit en 1924 une résidence d'été appelée le « Nid tranquille ». Peu de temps après la fin de la guerre, le roi Carol tombe malade.
Le 28 juin 1914, à Sarajevo, l'archiduc François-Ferdinand d'Autriche est assassiné. C'est un choc pour Marie et sa famille, alors en vacances à Sinaia. Le 28 juillet, l'Autriche-Hongrie déclare la guerre à la Serbie et, selon Marie, "la paix du monde est détruite". Le 3 août, le roi Carol organise un Conseil de la Couronne à Sinaia, afin de décider si la Roumanie devrait entrer en guerre. Bien que Carol soit favorable à ce que son pays soutienne l'Allemagne et les puissances centrales, le conseil se prononce contre : la Roumanie restera neutre. Peu de temps après le conseil, la maladie de Carol empire et il est obligé de s'aliter ; la possibilité de son abdication est même discutée. Le roi meurt le 10 octobre 1914 et Ferdinand lui succède. Le 11 octobre 1914, Marie et Ferdinand sont proclamés roi et reine à la Chambre des députés.

## Reine de Roumanie (1914-1927)

### Première Guerre mondiale
La princesse Anne-Marie Callimachi, une amie proche de Marie, écrit alors que « en tant que princesse héritière, Marie avait été populaire ; en tant que reine, elle était encore plus aimée ». Marie, ardente patriote roumaine, maintient une certaine influence sur son mari et sur toute la cour, ce qui a conduit l'historien A. L. Easterman à écrire que le roi Ferdinand était « un homme calme, facile à vivre, et sans caractère ; ce n'était pas lui, mais Marie, qui dirigeait la Roumanie ». Au moment de l'accession de Ferdinand, le gouvernement est dirigé par le premier ministre libéral Ion I. C. Brătianu. Ferdinand et Marie décident conjointement de ne pas faire beaucoup de changements à la cour et de laisser les gens accepter la transition d'un règne à un autre, plutôt que de les forcer. Ainsi, de nombreux serviteurs de Carol et Elisabeth sont maintenus en place, même ceux qui n'étaient pas particulièrement appréciés. Avec l'aide de Brătianu, Marie commence à faire pression sur Ferdinand pour qu'il entre en guerre ; dans le même temps, elle contacte divers parents régnants en Europe et négocie les meilleures conditions pour la Roumanie au cas où le pays entrerait en guerre. Marie favorise une alliance avec la Triple-Entente, en partie à cause de son ascendance britannique. A. L. Easterman crédite les sympathies de Marie pour les Alliés comme étant « la plus grande influence pour rapprocher son pays d'eux » dans la guerre. La neutralité n'était pas sans périls et l'entrée en guerre aux côtés de l'Entente signifiait que la Roumanie agirait comme « tampon » de la Russie contre d'éventuelles attaques.

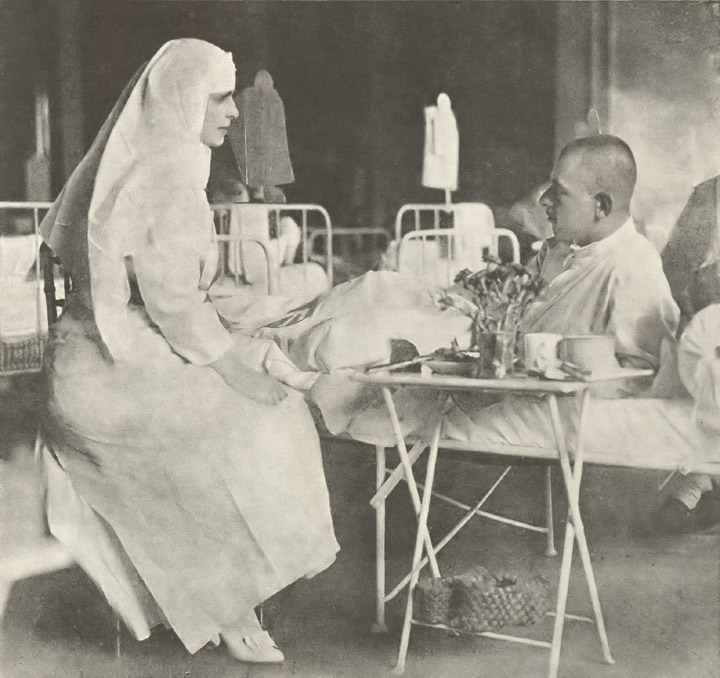
Marie visitant un hôpital militaire en 1917.

Finalement, Marie exige de Ferdinand en des termes non équivoques qu'il entre en guerre, conduisant l'ambassadeur de France en Roumanie, Auguste Félix de Beaupoil, comte de Saint-Aulaire, à faire remarquer que Marie est par deux fois une alliée des Français : une fois par la naissance et une fois par le cœur. Ferdinand cède aux demandes de Marie et signe un traité avec l'Entente le 17 août 1916. Le 27 août, la Roumanie déclare formellement la guerre à l'Autriche-Hongrie. Le comte de Saint-Aulaire écrit que Marie « est entrée en guerre comme une autre serait entrée en religion ». Après avoir informé leurs enfants que leur pays est entré en guerre, Ferdinand et Marie renvoient leurs serviteurs allemands, qui ne peuvent conserver leur emploi qu'en tant que « prisonniers de guerre ». Au début de la guerre, Marie est infirmière volontaire de la Croix-Rouge roumaine (en) et visite les hôpitaux quotidiennement,. Elle écrit aussi un livre, Mon pays, pour lever des fonds pour la Croix-Rouge. Au cours du premier mois d'hostilités, la Roumanie mène pas moins de neuf batailles ; certaines, comme la bataille de Turtucaia, ont lieu sur son propre sol.
Le 2 novembre 1916, le plus jeune fils de Marie, le prince Mircea, atteint de fièvre typhoïde, meurt à Buftea. Marie, très affectée, écrit dans son journal : « Est-ce que les choses pourront un jour redevenir comme avant ? ».
Après la chute de Bucarest aux mains des troupes autrichiennes, la cour est transférée à Iași, capitale de la Moldavie, en décembre 1916. Là, elle continue son activité d'infirmière dans les hôpitaux militaires. En effet, Marie s'habille chaque jour en infirmière et se rend à la gare, où elle reçoit des soldats blessés avant de les amener à l'hôpital.
En 1917, avec la Roumanie occupée aux deux tiers par les troupes allemandes, Marie, accompagnée d'un groupe de conseillers militaires, établit un plan selon lequel l'armée roumaine, plutôt que de faire retraite en Russie, défendra une portion du territoire national, en Moldavie. Par une série de lettres à Loie Fuller, elle contribue à l'obtention d'un soutien financier américain à ce plan.
Avec la révolution russe au début de novembre 1917 et la victoire des bolcheviks, la Roumanie devient, selon le diplomate Frank Rattigan, « une île entourée de tous côtés par l'ennemi, sans espoir d'assistance des Alliés ». Peu de temps après, Ferdinand signe l'armistice de Focșani, le 9 décembre 1917. Marie considère que le traité est dangereux, tandis que Ion Brătianu et le prince Știrbey pensent que c'est une mesure nécessaire pour gagner du temps. La tournure des événements prouvera que Marie avait raison. En 1918, Marie s'oppose avec véhémence à la signature du traité de Bucarest, donnant lieu à sa réputation d'être « vraiment le seul homme de Roumanie ». L'armistice du 11 novembre 1918 met fin aux combats en Europe.
L'idée de la «Grande Roumanie» existait dans l'esprit des Roumains de Transylvanie avant la guerre et Ion Brătianu soutenait activement le concept. En 1918, la Bessarabie et la Bucovine votent pour l'union avec la Roumanie. Une assemblée a lieu dans l'ancienne ville d'Alba Iulia le 1er décembre 1918, où Vasile Goldiș lit la résolution pour l'union de la Transylvanie avec le Vieux Royaume. Cette déclaration, soutenue par les députés roumains et saxons, établit un Haut Conseil national roumain pour l'administration provisoire de la province. Marie écrit : « Le rêve de la Grande Roumanie semble devenir une réalité… tout est tellement incroyable que j'ose à peine le croire ». Après l'assemblée, Ferdinand et Marie retournent à Bucarest, où ils sont accueillis par la foule en liesse : « une journée d'enthousiasme sauvage et délirant, où les fanfares retentissent, les troupes marchent et les gens applaudissent ». Les troupes alliées prennent part aux célébrations et Marie est ravie de voir l'Entente sur le sol roumain pour la première fois.

### Conférence de paix de Paris
Ferdinand ayant d'abord refusé de signer le traité de Bucarest, avant d'y être contraint et forcé, et la Roumanie ayant été hostile aux puissances centrales jusqu'à la fin de la guerre, sa place parmi les pays vainqueurs lors de la conférence de la paix de Paris est garantie. La délégation officielle est conduite par Ion I.C. Brătianu, qui vient de commencer son troisième mandat de Premier ministre. La rigidité de Brătianu, combinée à la réticence du président du Conseil français Georges Clemenceau à oublier la signature par Ferdinand du traité de Bucarest, conduit à un conflit ouvert et la délégation roumaine quitte Paris, à la grande consternation du Conseil des Quatre. Dans l'espoir de résoudre la situation, Saint-Aulaire suggère d'envoyer plutôt Marie à la conférence. La reine est ravie de cette perspective.

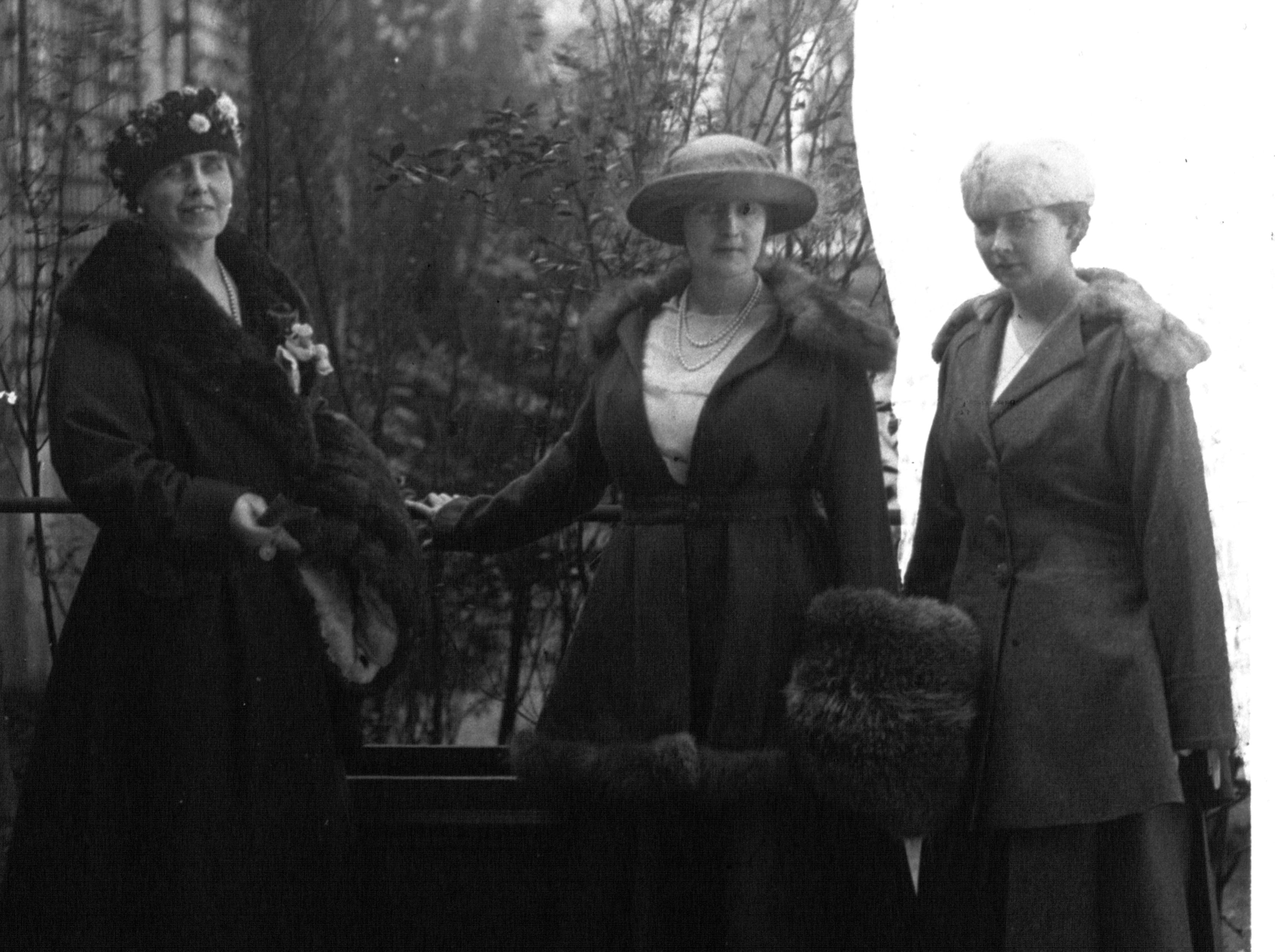
La reine Marie avec ses deux filles aînées à Paris en 1919.

Marie arrive à Paris le 6 mars 1919. Elle est immédiatement populaire auprès des Français, en raison de son audace pendant la guerre. En rencontrant Marie, Clemenceau lui dit brusquement : « Je n'aime pas votre Premier ministre », ce à quoi elle lui répond : « Peut-être que vous me trouverez plus agréable ». Ce fut le cas. La reine sut aller directement au but pour persuader Clemenceau d'attribuer la Transylvanie à la Roumanie. Le président Raymond Poincaré remarque un changement d'attitude de Clemenceau envers la Roumanie après l'arrivée de Marie. Après avoir séjourné à Paris pendant une semaine, Marie accepte l'invitation du roi George V et de la reine Mary, logeant au palais de Buckingham. Marie y fait la connaissance de nombreuses personnalités politiques importantes de l'époque, dont Lord Curzon, Winston Churchill et Waldorf et Nancy Astor. Elle rend également visite à son fils Nicolas, alors scolarisé à l'Eton College. Marie est ravie de revenir au Royaume-Uni après tant de temps, écrivant que « c'était une émotion énorme d'arriver à Londres et d'être accueilli à la gare par George et May ».
Après sa visite en Angleterre, Marie revient à Paris, où les gens sont toujours aussi enthousiastes à son propos qu'ils l'avaient été quelques semaines auparavant. Des foules se rassemblent fréquemment autour d'elle, attendant de voir la reine « exotique » de Roumanie. Le président américain Woodrow Wilson n'est pas impressionné par Marie, et ses commentaires sur les lois russes traitant des relations sexuelles, qui sont jugées inappropriés, n'aident pas. Marie choque de nombreux responsables en écartant tous ses ministres et en menant elle-même les négociations. À ce sujet, elle commentera plus tard : « Qu'à cela ne tienne, vous n'aurez qu'à vous habituer à m'accepter avec les défauts de mes vertus ». Marie quitte Paris avec de nombreuses fournitures pour le soulagement de la Roumanie et plus tard cette même année la conférence aboutit à la reconnaissance internationale de la Grande Roumanie, doublant ainsi la superficie du royaume de Ferdinand et Marie qui passe à 295 000 kilomètres carrés et augmentant la population de dix millions. Cela conduit la grande-duchesse Marie Pavlovna de Russie, qui a brièvement vécu à Bucarest, à conclure que « par son charme, sa beauté et son esprit vif, Marie pouvait obtenir tout ce qu'elle désirait ».

### Couronnement

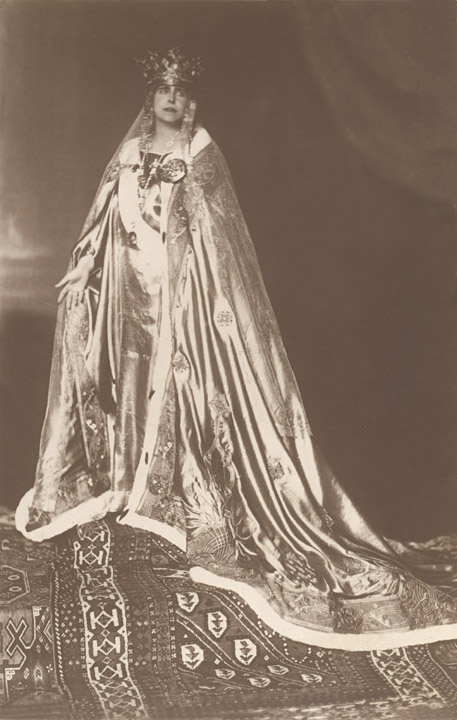
Portrait officiel de Marie à l'occasion de son couronnement.

L'endroit choisi pour le couronnement de Marie et Ferdinand le 15 octobre 1922 est Alba Iulia, qui avait été une forteresse importante au Moyen Âge et où Michel le Brave a été déclaré Voïvode de Transylvanie en 1599, réunissant ainsi la Valachie et la Transylvanie. Une cathédrale orthodoxe est construite pour le couronnement en 1921-1922. Un ensemble élaboré de bijoux et de vêtements est spécialement conçu pour l'occasion. La couronne de Marie est conçue par le peintre Costin Petrescu et réalisée dans le style Art Nouveau par Falize, une maison de joaillerie parisienne. La couronne est inspirée par celle de Despina, l'épouse du souverain valaque du XVIe siècle Neagoe Basarab, et est entièrement faite d'or de Transylvanie. La couronne a deux pendentifs sur les côtés ; l'un contenant une image des armes royales de la Roumanie et l'autre, les armes du duc d'Édimbourg, que Marie utilisait comme ses propres armes avant son mariage. La couronne, qui coûte environ 65 000 francs, est payée par l'Etat, via une loi spéciale.
Parmi les invités au couronnement figurent la sœur de Marie, Béatrice, le duc d'York, et les généraux français Maxime Weygand et Henri Berthelot, qui avaient dirigé la mission militaire française en Roumanie. La cérémonie est conduite par le métropolite-primat de Roumanie, Miron Cristea, mais elle n'est pas effectuée à l'intérieur de la cathédrale car Ferdinand, catholique, refuse d'être couronné par un membre de l'Église orthodoxe orientale. Après avoir posé sa couronne sur sa tête, Ferdinand couronne Marie, agenouillée devant lui. Immédiatement, des coups de canons sont tirés pour signaler que le premier roi et la première reine de la Grande Roumanie ont été oints. Une fête est donnée dans la même salle où l'union a été proclamée en 1918 ; là, plus de 20 000 paysans se voient offrir un banquet. Le lendemain, Ferdinand et Marie entrent triomphalement à Bucarest. La splendeur du couronnement est par la suite citée comme preuve de la théâtralité de Marie.

### Politique dynastique

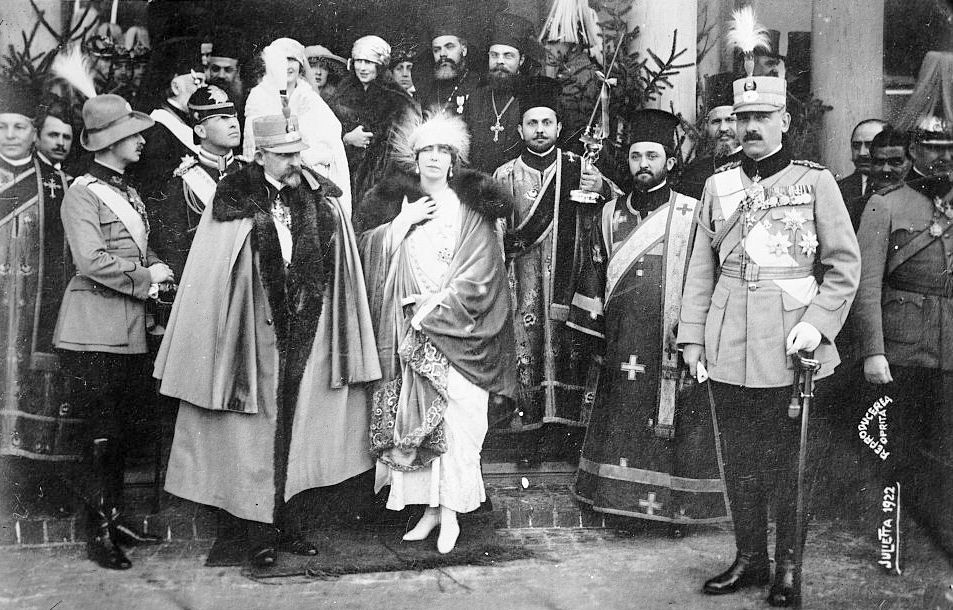
Ferdinand, Marie et Carol en 1922.

En 1920, la fille aînée de Marie, la princesse Élisabeth, est fiancée au prince Georges de Grèce, le fils aîné du roi déchu Constantin Ier de Grèce et de la cousine de Marie, Sophie de Prusse. Après avoir invité Georges et ses deux sœurs, les princesses Hélène et Irène, à loger avec elles à Sinaia, Marie organise de nombreuses activités pour le jeune couple et se réjouit de la perspective de marier sa fille, au caractère difficile. En octobre, la nouvelle de la mort du roi Alexandre arrive de Grèce et les princesses grecques doivent retourner auprès de leurs parents le plus tôt possible. Le lendemain, Marie apprend que sa mère est morte dans son sommeil à Zurich. Marie part pour la Suisse afin d'organiser les funérailles de sa mère, et emmène avec elle Hélène et Irène pour les ramener à leurs parents. Pendant ce temps, Georges et Élisabeth restent à Sinaia.
Peu après, le prince héritier Carol demande en mariage la princesse Hélène et ils se marient l'année suivante. Marie est ravie, car elle désapprouvait la relation de Carol avec Zizi Lambrino et s'inquiétait de la naissance de leur fils illégitime Carol, qui, à son grand soulagement, a reçu le nom de famille de sa mère. En 1922, sa deuxième fille, Marie, épouse Alexandre II de Serbie (futur roi de Yougoslavie). Elle est comblée par la naissance de ses deux petits-fils, le prince Michel de Roumanie (1921-2017) et le prince Pierre de Yougoslavie (1923-1970) ; la naissance de deux petits-enfants destinés à occuper les trônes d'Europe semble cimenter ses ambitions. Les efforts dynastiques de Marie sont considérés par ses détracteurs comme ceux d'une mère manipulatrice, sacrifiant le bonheur de ses enfants pour réaliser ses ambitions ; en réalité, Marie n'a forcé aucun de ses enfants à se marier. En assistant au baptême de Pierre, Marie rencontre la duchesse d’York, future reine Elizabeth, par qui elle est enchantée.
En 1924, Ferdinand et Marie entreprennent une tournée diplomatique en France, en Suisse, en Belgique et au Royaume-Uni. En Angleterre, elle est chaleureusement accueillie par George V, qui déclare : « qu'outre les objectifs communs que nous poursuivons, il existe d'autres et chers liens entre nous. Sa Majesté la Reine, ma chère cousine, est britannique de naissance ». De même, Marie écrit que le jour de son arrivée en Angleterre a été « un grand jour pour moi, un jour d'émotions, d'émotions douces, heureuses et en même temps glorieuses de revenir en tant que reine dans mon propre pays, pour être reçu officiellement, avec honneur et enthousiasme - pour sentir mon cœur se gonfler de fierté et de satisfaction, sentir mon cœur battre et des larmes monter dans mes yeux, tandis que ma gorge se nouait ! ». Ces visites d'État sont la reconnaissance symbolique du prestige que la Roumanie a acquis après la Première Guerre mondiale. En visitant Genève, Marie et Ferdinand deviennent les premiers souverains à visiter le siège nouvellement établi de la Société des Nations.
La reine Marie fonde en 1925 l'Association des femmes universitaires de Roumanie et la fait adhérer à l'International Federation of University Women.

## Reine douairière de Roumanie (1927-1938)

### Règne de MichelIer(1927-1930)

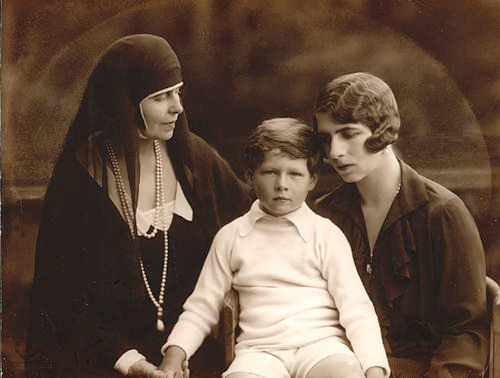
Marie avec Hélène et Michel, photo prise entre 1927 et 1930.

Le prince Carol déclenche une crise dynastique lorsqu'il renonce officiellement à ses droits sur le trône le 5 janvier 1926, renonçant simultanément à tous les droits parentaux sur le prince Michel, qui est proclamé héritier présomptif. Un projet de loi provisoire sur la régence est adopté, créant un conseil de régence composé du prince Nicolas, du patriarche orthodoxe Miron Cristea et de Gheorghe Buzdugan, président de la Cour de cassation. Cependant, Marie et Ferdinand sont réticents à l'idée de laisser le pays entre les mains d'un garçon de cinq ans, même supervisé par une régence, de peur que les terres acquises pendant la Première Guerre mondiale ne soient récupérées par les pays voisins et que des troubles politiques puissent conduire à des conflits civils. Lorsque Marie revient de sa visite officielle en Amérique à la fin de 1926, la mort de Ferdinand semble imminente. Il souffre d'un cancer de l'intestin et, en avril 1927, semble si près de la mort qu'il reçoit les derniers sacrements de l'Église catholique. Il meurt le 20 juillet, dans les bras de Marie. Elle écrit plus tard : « "Je suis si fatigué" furent ses derniers mots et quand il reposa si calme dans mes bras une heure plus tard, je savais que je devais au moins remercier Dieu pour lui. C'était vraiment du repos ».
Michel devient roi à la mort de Ferdinand et le conseil de régence prend en charge son rôle de monarque. En mai 1928, Carol, qui trouve sa vie à l'étranger avec sa maîtresse Magda Lupescu insatisfaisante, tente de rentrer en Roumanie avec l'aide de Harold Harmsworth. Il en est empêché par les autorités anglaises, qui procèdent alors à son expulsion. Furieuse, Marie envoie des excuses officielles à George V au nom de son fils, qui avait déjà commencé à préparer un coup d'État. Carol réussit à divorcer de la princesse Hélène pour incompatibilité le 21 juin 1928.
La popularité de Marie est gravement affectée pendant la minorité de Michel et, après avoir refusé de faire partie du conseil de régence en 1929, elle est accusée par la presse, et même par la princesse Hélène, d'avoir comploté en vue d'un coup d'État. Pendant ce temps, de nombreuses rumeurs courent sur le mariage de la princesse Ileana. Après qu'une union avec le tsar de Bulgarie ou avec le prince des Asturies ait été envisagée, elle est finalement fiancée à Alexandre, comte de Hochberg, un petit prince allemand, au début de 1930. Ces fiançailles sont cependant de courte durée et Marie réussit à conclure un mariage politique pour sa plus jeune fille, la mariant à la place avec l'archiduc Antoine de Habsbourg-Toscane en 1931.

### Règne de Carol II (1930-1938)

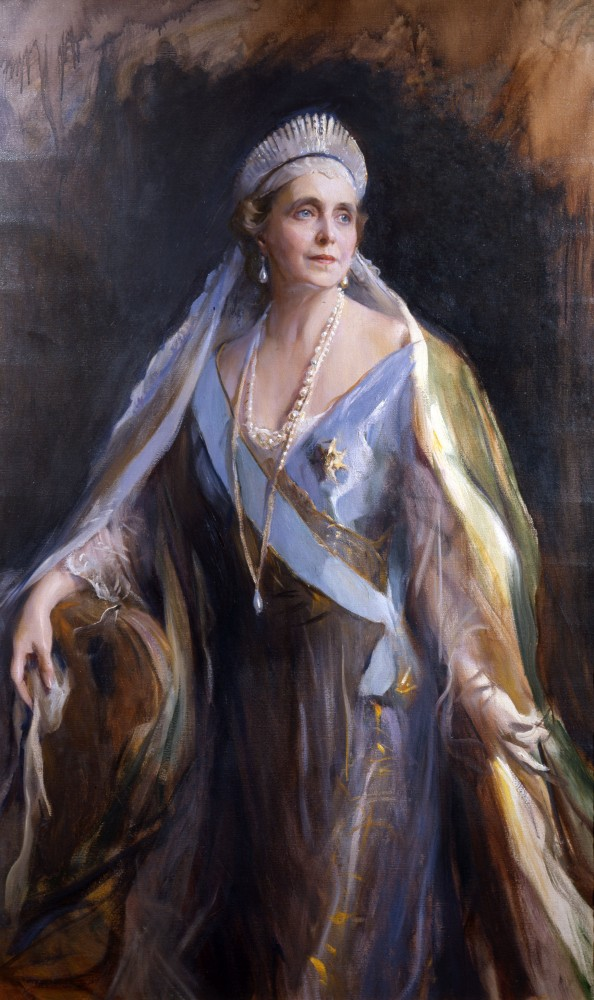
Marie par Philip de László en 1936.

Le 6 juin 1930, Carol arrive à Bucarest et se rend au Parlement, où l'acte de succession de 1927 est dûment déclaré nul. Ainsi, Carol devient le roi Carol II. En apprenant le retour de Carol, Marie, alors à l'étranger, est soulagée. Elle est en effet de plus en plus inquiète de la direction que prend le pays et considère le retour de Carol comme le retour du fils prodigue. Cependant, dès son arrivée à Bucarest, elle comprend que les choses ne se passeront pas comme elle l'espère. Carol refuse d'écouter sa mère et de reprendre Hélène à ses côtés et ne sollicite jamais son conseil pendant son règne, creusant un peu plus le fossé entre eux deux.
En 1931, le prince Nicolas s'enfuit avec Ioana Doletti, une femme divorcée. Marie désapprouve fortement les actions de son fils et est blessée par les tentatives répétées d'Ioana Doletti d'empêcher Nicolas de communiquer avec elle. Même si elle blâme les femmes dans la vie de ses fils pendant un certain temps, elle en vient également à se blâmer pour ne pas les avoir éduqués correctement. Cependant, elle refuse obstinément et continuellement de rencontrer Magda Lupescu, même après les demandes répétées de Carol. Jusqu'à ses dernières années, Marie mentionne rarement le nom de Lupescu.
La maîtresse de Carol étant détestée dans tout le pays, ce n'était qu'une question de temps avant que n'émerge une opposition au roi. Cette opposition se manifeste surtout sous la forme de la Garde de fer, un groupe soutenu par Benito Mussolini et Adolf Hitler. Après que Carol se soit tourné vers Ion Duca pour obtenir de l'aide, la Garde de fer assassine Duca en décembre 1933. Après la mort de Duca, la popularité de Carol chute et des rumeurs affirment qu'une tentative d'assassinat contre lui aura lieu lors du défilé annuel de l'indépendance. Afin d'éviter cela, il demande à Marie d'assister au défilé à sa place, ce qui sera sa dernière apparition publique.
Après le défilé, Carol entreprend de détruire la popularité de sa mère parmi les Roumains et essaie de la pousser à quitter le pays. Marie, cependant, ne se laisse pas faire, et se retire au château de Bran. Situé près de Brașov, au sud de la Transylvanie, il lui a été offert en 1920 par des notables locaux, et elle l'a fait restaurer au cours des sept années suivantes. Elle passe aussi du temps à Balchik, où elle a construit un palais et une petite chapelle appelée Stella Maris et où elle entretient son jardin. Elle rend également visite à Ileana et à ses enfants en Autriche. Ileana reçoit rarement la permission de Carol de se rendre en Roumanie, ce qui irrite beaucoup Marie. Elle passe également du temps à Belgrade avec sa fille Marie et son gendre, le roi Alexandre. En 1934, Marie se rend à nouveau en Angleterre.

### Maladie et mort
Au cours de l'été 1937, Marie tombe malade. Son médecin personnel, le Dr Castellani, diagnostique un cancer du pancréas, bien que le diagnostic officiel soit une cirrhose du foie. Marie n'a jamais bu et, en apprenant la nouvelle, elle aurait dit : « il doit y avoir une cirrhose du foie sans alcool, car je n'y ai jamais goûté de ma vie ». On lui prescrit un régime, des aliments froids, des injections et du repos. Marie est parfois si faible qu'elle ne peut même pas tenir un stylo. En février 1936, elle est envoyée dans un sanatorium en Italie, dans l'espoir qu'elle se remette. Là, elle reçoit la visite de Nicolas et de sa femme, à qui Marie pardonne finalement ses transgressions. Elle reçoit également la visite de la princesse Hélène, qu'elle n'avait pas vue depuis près de sept ans, et de Waldorf Astor. Elle est transférée dans un sanatorium de Dresde. De plus en plus faible, elle demande à être ramenée en Roumanie pour y mourir. Carol lui refuse un voyage en avion, et elle refuse un vol médicalisé offert par Hitler, choisissant de retourner en Roumanie en train. Elle est amenée au château de Pelișor.
Marie y meurt le 18 juillet 1938, à 17 h 38, huit minutes après être tombée dans le coma. Ses deux enfants aînés, Carol et Élisabeth, ainsi que le prince Michel, sont présents à son chevet. Deux jours plus tard, le 20 juillet, son corps embaumé est amené à Bucarest, dans le salon blanc du palais Cotroceni. Son cercueil est entouré de fleurs et de cierges, gardé par des officiers du quatrième régiments de la garde royale. Des milliers de personnes se recueillent près de la dépouille de Marie pendant trois jours.
Le jour de ses funérailles, le cortège funèbre de Marie traverse la capitale, passe sous l'Arc de Triomphe et embarque dans le train royal à la gare du Nord pour le monastère de Curtea de Argeș où son cercueil est placé auprès de celui de son mari. Le cœur de Marie, selon sa volonté, est placé dans un petit coffret doré orné des armoiries de la Roumanie qui est enterré dans la chapelle de sa résidence secondaire de Balcic. Deux ans plus tard, après la rétrocession de cette ville à la Bulgarie, le coffret contenant le cœur est transféré au château de Bran où la princesse Ileana fait construire une chapelle pour l'abriter : il y est conservé dans deux boîtes emboîtées placées à l'intérieur d'un sarcophage en marbre. Cette chapelle est close après l'avènement du régime communiste de Roumanie qui, en 1971, fait transférer le coffret dans les réserves du Musée national d'histoire de Roumanie à Bucarest. Un quart de siècle après la chute du régime, le 3 novembre 2015, au cours d'une cérémonie officielle, le coffret est déposé au château de Pelișor.

## Croyances religieuses

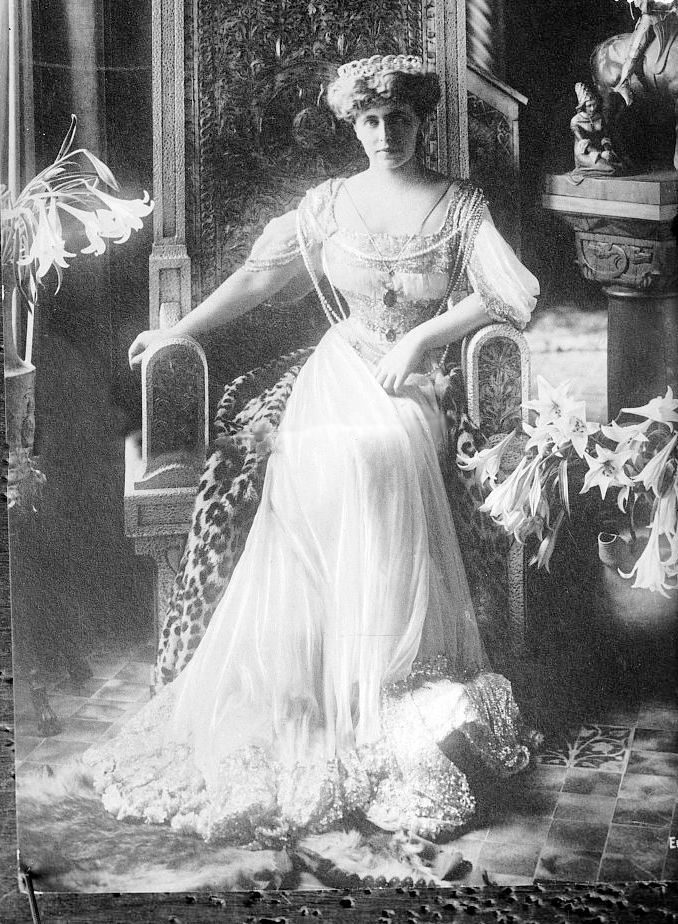
La reine Marie.

Élevée dans l'église anglicane, Marie est reçue dans l'Église orthodoxe roumaine en 1926, mentionnant le désir d'être plus proche de son peuple. Ayant fait bâtir son Quiet nest palace : « palais du nid tranquille » à Balcic, elle découvre en Dobroudja du Sud (aujourd'hui bulgare) des turcs bektachis, alévis de la mouvance soufie, considérée comme une branche du chiisme. Près de 84 000 personnes appartenant à ces communautés vivent dans cette région : certaines ont adopté des pratiques orthodoxes comme la communion et le respect des saints, dans un syncrétisme local. Dans cette ambiance religieuse particulière, Marie est approchée dans ses dernières années par Martha Root, une « enseignante » connue de la foi bahá'íe, de sorte que les bahá'ís considèrent Marie comme la première monarque à avoir déclaré sa foi en Bahá'u'lláh et la tiennent en grande estime.

## Titulature et décorations

### Titulature
Elle porte successivement le titre de :
- Son Altesse Royale la princesse Marie d'Édimbourg (1875-1893)
- Son Altesse Royale la princesse héritière de Roumanie (1893-1914)
- Sa Majesté la reine de Roumanie (1914-1927)
- Sa Majesté la reine douairière de Roumanie (1927-1938)

### Décorations
- Royaume-Uni :
  - 11 décembre 1893 : Dame de l'ordre de la Couronne d'Inde[142]
  - Membre de la Croix rouge royale[143]
  - Dame de l'ordre royal de Victoria et Albert, 2e classe[142]
  - Dame de justice du Très vénérable ordre de Saint-Jean[143]
  - Dame grand-croix de l'ordre royal de Victoria
- Duchés saxons : Grand-croix de l'ordre de la Maison ernestine de Saxe
- Roumanie :
  - Grand-croix de l'ordre de la Couronne
  - 1906 : Grand-croix de l'ordre de Carol Ier[144]
- France :
  - Mars 1919 : Grand-croix de l'ordre national de la Légion d'honneur[145]
  - Médaille militaire
- Grand-duché de Hesse : 1er mai 1896 : Dame de l'ordre du Lion d'or
- Italie : Grand-croix de l'ordre de la Couronne d'Italie
- Portugal : Dame de l'ordre royal de Sainte-Isabelle de Portugal
- Russie : 23 mai 1896 : Grand-croix de l'ordre de Sainte-Catherine
- Espagne : 1909 : Dame de l'ordre de la reine Marie-Louise[146]
- Yougoslavie : Grand-croix de l'ordre royal de Saint-Sava[147]
- Autriche-Hongrie : 1913 : Dame grand-croix de l'ordre d'Élisabeth

## Postérité et hommages

### Toponymie
- Le 14 octobre 2019, son nom est donné par la Ville de Paris à une promenade située sur les quais de Seine au pied de la Tour Eiffel[148]. Lors de l'inauguration, la princesse Margareta de Roumanie prononce un discours. Sont notamment présents l'ambassadeur de Roumanie en France, Stéphane Bern et André Chassaigne, président du groupe d'amitié France-Roumanie de l'Assemblée nationale.

### Documentaire
- L'émission Secrets d'Histoire diffusée sur France 3 le 24 janvier 2022, intitulée « Marie de Roumanie, l'étonnante reine des Carpates », présentée par Stéphane Bern, lui est consacrée[149].

### Hommages littéraires
La reine Marie est mentionnée dans le poème de Dorothy Parker, Commentaire :
Oh, life is a glorious cycle of song,
A medley of extemporanea;
And love is a thing that can never go wrong,
And I am Marie of Roumania.
Traduction en français :
Oh, la vie est un cycle glorieux de chants,
un pot-pourri d'extra temporalité ;
et l'amour est quelque chose qui ne tourne jamais mal,
et je suis Marie de Roumanie.
L'auteure de science-fiction Joanna Russ mentionne aussi Marie de Roumanie dans son roman de 1975, L'Autre Moitié de l'homme.

## Œuvres
- Kildine : histoire d'une méchante petite princesse[150]. Conte édifiant pour enfants, préfacé par Robert de Flers et illustré par Job, paru en 1921.
- The Story of my life. Série d’articles parue dans The Saturday Evening Post de New York entre le 16 décembre 1933 et le 16 juin 1934.
  - The Story of my life. Londres, Cassel, 1934 (vol. I et II) & 1935 (vol. III). Cinq réimpressions.
  - The Story of my life. New York, Charles Scribner’s, 1934.
  - Ordeal. The Story of my life. New York, Charles Scribner’s, 1935.
  - Histoire de ma vie. Paris, Plon, 1937 (vol. I et II) & 1938 (vol. III).
  - Povestea vieţii mele. Bucarest, Editura Adevărul, 1934 (vol. I et II) & 1936 (vol. III). Traduction roumaine de Mărgărita Miller-Verghy.
  - The Story of my Life. New York, Arno Press, 1971. Reproduction en fac-similé de l’édition originale.
  - Histoire de ma vie, Paris, éditions Lacurne, 2014. Avant-propos de son homonyme, la princesse Marie de Roumanie, cinquième fille de Michel Ier, introduction et notes de Gabriel Badea-Päun  (ISBN 978-2-35603-016-0).